# Félix Gaillard
Félix Gaillard (París, 5 de noviembre de 1919-Jersey, 10 de julio de 1970) fue un político de Partido Republicano Radical y Radical Socialista francés. En 1946 fue elegido diputado del departamento de Charente. Se desempeñó como presidente del Consejo de ministros durante la Cuarta República de 1957 a 1958.
| Predecesor: Paul Ramadier            | Ministro de Finanzas y Asuntos Económicos 1957           | Sucesor: Pierre Pflimlin |
| Predecesor: Maurice Bourgès-Maunoury | Presidente del Consejo de ministros de Francia 1957–1958 | Sucesor: Pierre Pflimlin |
| Predecesor: Édouard Daladier         | Presidente del Partido Radical 1958–1961                 | Sucesor: Maurice Faure   |

- Datos: Q365413
- Multimedia: Félix Gaillard / Q365413